# Liste der Mitglieder des Landtages (Republik Baden) (3. Wahlperiode)
Diese Liste gibt einen Überblick über alle Mitglieder des Landtages der Republik Baden in der 3. Wahlperiode (1925 bis 1929).

## A
- Albert Amann (Zentrum)
- Maximilian Arnold (SPD) (1928–1929, eingetreten am 26. April 1928 als Nachfolger des Abgeordneten Rudolf Freidhof)
- Adam von Au (WP)

## B
- Theodor Bauer (DVP)
- Eugen Baumgartner (Zentrum)
- Emil Behringer (DNVP)
- Karl Berberich (Zentrum) (1927–1929, eingetreten am 12. Mai 1927 als Nachfolger des Abgeordneten Heinrich Köhler)
- Maria Beyerle (Zentrum) (1926–1928, eingetreten am 19. Juli 1926 als Nachfolgerin des Abgeordneten Goerlacher, ausgeschieden am 28. Februar 1928. Mandatsnachfolger war German Kramer)
- Therese Blase (SPD)
- Max Bock (KPD) (eingetreten am 26. November 1925 als Nachfolger des Abgeordneten Johann Steiner)
- Heinrich Brixner (DVP)
- Hans Brümmer (SPD) (1925–1928, ausgeschieden am 1. Februar 1928. Mandatsnachfolger war Gustav Haebler)
- Wilhelm Büchner (Zentrum) (1925–1928, ausgeschieden am 12. Juli 1928. Mandatsnachfolger war Franz Haas)
- Otto Burckhardt (DDP) (1927–1929, eingetreten am 23. November 1927 als Nachfolger des Abgeordneten Karl Dees)

## D
- Karl Dees (DDP) (1925–1927, ausgeschieden am 21. November 1927. Mandatsnachfolger war Otto Burckhardt)
- Josef Duffner (Zentrum)

## E
- Richard Eberhardt (Zentrum)
- Wilhelm Eggler (Zentrum)
- Valentin Eichenlaub (Zentrum)
- Josef Engelhardt (Zentrum)
- Wilhelm Engler (SPD) (1925–1928, ausgeschieden am 27. März 1928. Mandatsnachfolgerin war Edith Trautwein)

## F
- Friedrich Fischer (Zentrum)
- Kunigunde Fischer (SPD)
- Ernst Föhr (Zentrum)
- Rudolf Freidhof (SPD) (1925–1928, ausgeschieden am 23. April 1928, Mandatsnachfolger war Maximilian Arnold)

## G
- Hermann Gebhard (BLB) (1925–1926, ausgeschieden am 1. März 1926. Mandatsnachfolger war Georg Hertle)
- Bernhard Gehweiler (SPD)
- Karl Glockner (DDP)
- Josef Ignaz Goerlacher (Zentrum) (1925–1926, gestorben am 30. Juni 1926. Mandatsnachfolgerin war Maria Beyerle)
- Oskar Graf (SPD)
- Karl Großhans (SPD)
- Erwin Gündert (DVP)

## H
- Franz Haas (Zentrum) (1928–1929, eingetreten am 17. Juli 1928 als Nachfolger des Abgeordneten Wilhelm Büchner)
- Ludwig Haas (DVP) (1925–1927, ausgeschieden am 11. Mai 1927. Mandatsnachfolger war Florian Waldeck)
- Gustav Habermehl (BV)
- Gustav Haebler (SPD) (1928–1929, eingetreten am 23. Februar 1928 als Nachfolger des Abgeordneten Hans Brümmer)
- Gustav Hartmann (Zentrum)
- Franz Xaver Heck (Zentrum)
- Otto Heinzmann (Zentrum)
- Karl Hermann (BV)
- Georg Hertle (BV) (1926–1929, eingetreten am 17. März 1926 für den Abgeordneten Hermann Gebhard)
- Fridolin Heurich (Zentrum)
- Stefan Heymann (KPD) (1928–1929, eingetreten am 4. Juni 1928 als Nachfolger des Abgeordneten Paul Schreck)
- Wolfgang Hoffmann (Zentrum)
- Oskar Hofheinz (DDP)

## K
- Gustav Klaiber (BV)
- Heinrich Köhler (Zentrum) (1925–1927, ausgeschieden am 20. April 1927. Mandatsnachfolger war Karl Berberich)
- German Kramer (Zentrum) (1928–1929, eingetreten am 28. März 1928 als Nachfolger der Abgeordneten Maria Beyerle)
- Adolf Kühn (Zentrum)
- Heinrich Kurz (SPD)

## L
- Ferdinand Lang (DNVP)
- Georg Lechleiter (KPD)

## M
- Emil Maier (SPD)
- Josef Martin (Zentrum)
- Philipp Martzloff (SPD)
- Ludwig Marum (SPD) (1925–1928, ausgeschieden am 17. Juli 1928. Mandatsnachfolger war Oskar Trinks)
- Wilhelm Mattes (DVP)
- Friedrich Theodor Mayer (BV)

## O
- Erich Obkircher (DVP)

## R
- Georg Reinbold (SPD)
- Adam Remmele (SPD) (1925–1928, ausgeschieden am 10. Juli 1928. Mandatsnachfolger war Jakob Trumpfheller)
- Anton Retzbach (Zentrum)
- Johanna Richter (BV)
- Maria Rigel (Zentrum)
- Jakob Ritter (KPD, ab März 1927 fraktionslos)
- Leopold Rückert (SPD)

## S
- Anton Sack (Zentrum)
- Alfred Scheel (DDP)
- Paul Schmitthenner (BV)
- Gustav Schneider (Zentrum)
- Josef Schofer (Zentrum)
- Paul Schreck (KPD) (1925–1928, ausgeschieden am 31. Mai 1928. Mandatsnachfolger war Stefan Heymann)
- Rudolf Seubert (Zentrum)
- Klara Siebert (Zentrum)
- Johann Steiner (KPD) (1925, ausgeschieden am 8. November 1925. Mandatsnachfolger war Max Bock)
- Johanna Straub (DDP)

## T
- Edith Trautwein (SPD) (1928–1929, eingetreten am 26. April 1928 als Nachfolgerin des Abgeordneten Wilhelm Engler)
- Oskar Trinks (SPD) (1928–1929, eingetreten am 17. Juli 1928 als Nachfolger des Abgeordneten Ludwig Marum)
- Jakob Trumpfheller (SPD) (1928–1929, eingetreten am 11. Juli 1928 als Nachfolger des Abgeordneten Adam Remmele)
- Gustav Trunk (Zentrum)

## W
- Florian Waldeck (DVP) (1927–1929, eingetreten am 12. Mai 1927 als Nachfolger des Abgeordneten Ludwig Haas)
- Josef Weißhaupt (Zentrum)
- Anton Weißmann (SPD)
- Adolf Wilser (DVP)
- Johann Wolfhard (DDP)

## Z
- Karl Zoller (BV)

## Quelle
- Bioweil: Kollektive Biographie der Landtagsabgeordneten der Weimarer Republik: Baden 1918–1933 (Memento vom 8. Juli 2012 im Webarchiv archive.today) Hinweis: In der Erläuterung der Daten durch das Projekt der Uni Köln wird darauf hingewiesen: „Die Güte der Daten ist höchst unterschiedlich.“
- Digitale Sammlung badischer Landtagsprotokolle bei der Badischen Landesbibliothek